# Episodi di Jean-Claude Van Johnson
La prima stagione della serie televisiva Jean-Claude Van Johnson, composta da 6 episodi, è stata pubblicata negli Stati Uniti, da Amazon Video, dal 19 agosto 2016 al 15 dicembre 2017.
In Italia e nel resto del mondo, la stagione è stata interamente pubblicata il 15 dicembre 2017 su Amazon Video.
| n° | Titolo originale                  | Titolo italiano                       | Pubblicazione USA | Pubblicazione Italia |
| -- | --------------------------------- | ------------------------------------- | ----------------- | -------------------- |
| 1  | Pilot                             | Pilota                                | 19 agosto 2016    | 15 dicembre 2017     |
| 2  | What Year Do You Think This Is?   | Che anno pensi che sia?               | 15 dicembre 2017  | 15 dicembre 2017     |
| 3  | A Little Conversation About Trust | Una breve conversazione sulla fiducia | 15 dicembre 2017  | 15 dicembre 2017     |
| 4  | If You're Lucky                   | Se sei fortunato                      | 15 dicembre 2017  | 15 dicembre 2017     |
| 5  | Run to Nowhere                    | Non andare da nessuna parte           | 15 dicembre 2017  | 15 dicembre 2017     |
| 6  | The World Needs Its Hero          | Il mondo ha bisogno del suo eroe      | 15 dicembre 2017  | 15 dicembre 2017     |

## Pilota
L'attore, nonché spia internazionale, Jean-Claude Van Damme, decide di tornare al lavoro, dopo essersi ritirato, per riconquistare la sua ex donna, parrucchiera e suo braccio destro, Vanessa. Malgrado i suoi dubbi, JCVD scopre di essere a suo agio sia sul set che sul campo, almeno per il primo giorno. Dopidiché manda tutto all'aria.

## Che anno pensi che sia?
In seguito alla disapprovazione di Vanessa riguardo al suo raffazzonato incarico, JCVD raddoppia gli sforzi per portare a termine il suo lavoro, infiltrandosi in un giro di corse automobilistiche clandestine dove crea scompiglio. Fortunatamente per lui, Vanessa ha scoperto che la droga è solo la punta dell'iceberg e che avrà bisogno di tutto l'aiuto possibile anche da parte di JCVD.

## Una breve conversazione sulla fiducia
Filip non ha mai richiesto molto dalla vita, essendo parte anche di un gruppo di buoni colleghi. Un giorno, la sua vita, per una qualche ragione, non viene stravolta dal leggendario attore Jean-Claude Van Damme, ma fortunatamente un gruppo di mercenari è subito dietro l'angolo pronto ad offrire a Filip la possibilità di vendicarsi.

## Se sei fortunato
JCVD dovrà scoprire se il tempo è circolare o un tetraedro e rimane intrappolato in un incubo che si è autocreato. Vanessa deve affrontare il dolore del passato e Luis si trova di fronte alla tetra desolazione della sua anima.

## Non andare da nessuna parte
Dopo aver distrutto ciò che era rimasto della sua carriera ed essersi alienato da tutti i suoi cari, JCVD torna nella sua città natale a leccarsi le ferite.

## Il mondo ha bisogno del suo eroe
JCVD giunge in una terra dimenticata dove deve affrontare una serie di prove frutto dell'opera inconscia delle sue più profonde paure. E inoltre, affitta dei film.